# Dead of Summer
Dead of Summer är en amerikansk TV-serie skapad av Adam Horowitz, Edward Kitsis och Ian Goldberg. Serien hade premiär 28 juni 2016 på TV-kanalen Freeform.

## Rollista (i urval)
- Elizabeth Mitchell – Deb Carpenter
- Elizabeth Lail – Amy Hughes
- Amber Coney – Carolina "Cricket" Diaz
- Alberto Frezza – Deputy Garrett "Townie" Sykes
- Eli Goree – Joel Goodson
- Mark Indelicato – Blair Ramos
- Ronen Rubinstein – Alex Powell
- Paulina Singer – Jessie "Braces" Tyler
- Zelda Williams – Drew Reeve